# NK Zelengaj 1948 Zagreb
Nogometni klub Zelengaj 1948 Zagreb hrvatski je nogometni klub iz Dugava, Novi Zagreb, Zagreb. Trenutačno se natječe u 4. nogometnoj ligi Središte Zagreb – podskupina A.

## Povijest
Prvotni klub osnovan je 1948. godine.
NK Zelengaj obrisan je odlukom Trgovačkog suda u Zagrebu tijekom sezone 2016./17.
NK Zelengaj 1948 osnovan je 12. prosinca 2016. Registriran je 20. siječnja 2017.

## Vanjske poveznice
- NK Zelengaj, HNS Semafor
- NK Zelengaj 1948, HNS Semafor